# John Buckley
John Buckley, né à Leeds en 1945, est un sculpteur britannique.
Sa plus importante sculpture est une œuvre publique sans nom réalisée en 1986, plus connue sous le nom de "The Shark House" (la maison au requin) ou "The Headington Shark" (le Requin de Headington). Cette sculpture a été construite à Headington, dans la banlieue d'Oxford, à l'occasion du 41e anniversaire du lancement de la bombe atomique sur Nagasaki. Fabriquée en fibre de verre dans une ferme proche de Wallingford, cette sculpture pèse 203 kg et mesure 7,6 mètres de haut.